# Ellobiidae
Ellobiidae es una familia de pequeños caracoles de tierra que respiran aire, moluscos gasterópodos pulmonados terrestres en el clado Eupulmonata. Esta es la única familia en la superfamilia Ellobioidea, de acuerdo a la taxonomía de los Gastropoda por Bouchet y Rocroi (2005). En su mayoría son caracoles que viven en las marismas y hábitats marítimas similares, y por lo tanto tienen una tolerancia de condiciones salinas.

## Taxonomía
La familia Ellobiidae Pfeiffer, 1854 (1822) conssta de las siguientes subfamilias:
- Subfamilia Ellobiinae Pfeiffer, 1854 (1822)
- Subfamilia Carychiinae Jeffreys, 1830
- Subfamilia Melampinae Stimpson, 1851 (1850)
- Subfamilia Pedipedinae P. Fischer & Crosse, 1880
- Subfamilia Pythiinae Odhner, 1925 (1880)
- † Subfamilia Zaptychiinae Wenz, 1938

## Género
Los géneros dentro de la familia Ellobiidae incluyen:
Subfamilia Ellobiinae
- Ellobium Röding, 1798
- Leucophytia Winckworth, 1949

Subfamilia Carychiinae
- Carychium O. F. Müller, 1774
- Zospeum Bourguignat, 1856

Subfamilia Melampinae
- Melampus Montfort, 1810

Subfamilia Pedipedinae
- Pedipes Férussac, 1821

Subfamilia Pythiinae
- Cassidula
- Pythia Röding, 1798 - género tipo de la subfamilia Pythiinae. Phytia es nomen nudum.
- Myosotella Monterosato, 1906
- Laemodonta Philippi, 1846

† Subfamilia Zaptychiinae
- † Zaptychius Walcott, 1883 - género tipo de la subfamilia

Subfamilia
- Auriculinella Tausch, 1886
- Blauneria Shuttleworth, 1854
- Creedonia Martins, 1996
- Detracia Gray in Turton, 1840
- Leuconopsis Hutton, 1884
- Microtralia Dall, 1894
- Ovatella Bivona, 1832
- Tralia Gray, 1840